# Нойнець Олександр Сергійович
Олександр Сергійович Нойнець (нар. 17 червня 1981, Миколаїв, Українська РСР) — український політтехнолог, спеціаліст в сфері чорного піару, блогер, публіцист, політичний діяч, молодший сержант ЗСУ. Один із засновників партії «Демократична Сокира».

## Біографія
Народився 1981 року в Миколаєві. Середню освіту здобув у гімназії № 2 та закінчив музичну школу. Вступив до Чорноморського національного університету ім. Петра Могили, проте перестав відвідувати університет на 2 курсі і був відрахований. Згодом вступив до Національного університету кораблебудування ім. Макарова та через деякий час теж був відрахований. Вступив до університету ім. Сухомлинського, але перестав відвідувати його після 3 курсу.
Після навчання працював маркетологом та піарником у комерційному секторі. З 2004 року став активістом Братства Дмитра Корчинського. А також вступив у миколаївський осередок Партію регіонів, яка допомогла йому з орендою спортивної зали для занять з історичного фехтування.
У 2005 році переїхав до Запоріжжя. З 2007 року живе в Києві.
Понад шість років працював у сфері реклами, маркетингу та політтехнологій[ангажоване джерело]. Зокрема, у 2009—2010 році працював у РА «Десятка» копірайтером, а згодом креативним директором. Працюючи у сфері «чорного піару» у 2012 році, створив для Партії регіонів замовний фільм «Шакали» проти помаранчевої влади і власника бренду «Хортиця» Євгена Черняка, у якому сам дав інтерв'ю як «політолог». Під час Революції Гідності у соцмережах активно підтримував владу та дії спецпідрозділу «Беркут» і висміював учасників протестів і загиблих Небесної сотні.
В ефірі зі Романом Скрипіним на Skrypin.ua сказав, що за ніякі гроші не став би працювати з Юлією Тимошенко та не бачить у ній нічого людського.
Мав давні дружні стосунки з російським націоналістом Єгором Просвірніним, автором екстремістського сайту «Спутнік і Погром», який просував ідеї радикального російського націоналізму. Писав для цього сайту статті під псевдонімом «Григорій Сковорода», що сам розкрив в ефірі радіо «Русская служба новостей»[неякісне джерело]. Разом із Просвірніним у 2013 Нойнец відкрив сайт «Петр и Мазепа», як український «аналог» сайту «Спутнік і Погром». Використовуючи сайт «Петр і Мазепа» як майданчик, він сформулював нову ідею російського націоналізму, яка полягала в тому, що Російська Федерація — це анти-російська держава і має бути зруйнована, а всі анексовані території повернуті Україні[ангажоване джерело][неякісне джерело].
Вже у 2015 році Нойнець стверджує, що запустив «Петро і Мазепа» у комунікації з СБУ. Основна мета — дискредитація ідеї «Новоросії» та «Російської Весни»[неякісне джерело]. З 2014 року займався волонтерською діяльністю[джерело?]. Нагороджений медаллю «За службу» від 28-ї окремої механізованої бригади, медаллю «За гуманітарне сприяння АТО» та грамотою від Сил Спеціальних Операцій[джерело?].

## Політична діяльність
28 жовтня 2015 року на сайті президента України була опублікована петиція про призначення Олександра Нойнеця новим міністром інформаційної політики. Сам Олександр на цю петицію відреагував у своїй статті, заявивши, що хто завгодно буде ефективнішим міністром інформаційної політики, ніж Юрій Стець, і запропонував свій план інформаційної війни[ангажоване джерело].
У 2016 році Нойнець залишає посаду головного редактора «Петра и Мазепи»[джерело?] та стає керівником штабу партії БПП у Миколаївській області у той час, коли обласне відділення очолював радник президента — Юрій Бірюков. У липні 2017 року разом із Юрієм Бірюковим залишає посаду керівника штабу та повертається до Києва.
Наприкінці квітня 2018 року став одним зі співзасновників політичної партії «Демократична Сокира», яка була офіційно зареєстрована в травні 2019 року.

## Блогерство
Має понад 20 000 підписників у Facebook. За рейтингом телеканалу ICTV, посів 31-ше місце у топ-100 українських блогерів за 2018 рік.
У 2018 році почав співпрацювати із «5 каналом», де вів блогерську телепередачу «Блогпост» і шоу «Блогпост: Hate Night Show».

## Особисте життя
Займається польовими рольовими іграми. На одних із таких ігор познайомився з майбутньою дружиною — журналісткою Оленою Нойнець. У 2009 році пара одружилася.
У 2017 році разом з Оленою відкрили в Миколаєві ресторан італійської кухні «OmertA».
Разом із дружиною виховує доньку.

## Цікаві факти
Має титул барона Сіленду — держави на морській платформі неподалік від берегів британського Саффолка. Має мотоцикл Yamaha XVS 1300 Stryker.